# Logan Browning
Logan Laurice Browning (Atlanta, 1989. június 9. –) amerikai színésznő.
Legismertebb alakítása Samantha White a Kedves fehér emberek című sorozatban. A Bratz – Talpra csajok! című filmben is szerepelt.

## Fiatalkora
Atlantában született. Örökbefogadó szülei afroamerikaiak. A nashville-i Vanderbilt Egyetemen tanult.

## Pályafutása
Első szerepe a Mindig nyár című sorozatban volt. 2017 és 2021 között a Kedves fehér emberek című sorozatban szerepelt. 2019-ben A tökéletesség című filmben szerepelt.

## Filmográfia

### Filmek
| Év   | Magyar cím             | Eredeti cím          | Szerep                   | Magyar hang |
| ---- | ---------------------- | -------------------- | ------------------------ | ----------- |
| 2019 | A tökéletesség         | The Perfection       | Elizabeth "Lizzie" Wells |             |
| 2015 |                        | Brotherly Love       | Trina                    |             |
| 2013 |                        | Breaking at the Edge | Sara                     |             |
| 2007 | Bratz – Talpra csajok! | Bratz: The Movie     | Sasha                    | Fésűs Bea   |

### Televíziós szerepek
| Év        | Magyar cím                  | Eredeti cím                              | Szerep         | Megjegyzések                          |
| --------- | --------------------------- | ---------------------------------------- | -------------- | ------------------------------------- |
| 2018      | RuPaul – Drag Queen leszek! | RuPaul's Drag Race                       | önmaga         | zsűri                                 |
| 2017–2021 | Kedves fehér emberek        | 'Dear White People                       | Samantha White | főszereplő                            |
| 2016      |                             | Survivor's Remorse                       | Trina          | 1 epizód                              |
| 2015      | Powers                      | Powers                                   | Zora           | 10 epizód magyar hangja Pekár Adrienn |
| 2014      |                             | Tyler Perry's For Better or Worse        | Shawn          | 2 epizód                              |
| 2013–2018 |                             | Hit the Floor                            | Jelena Howard  | főszereplő                            |
| 2011      |                             | The Secret Circle                        | Sally Matthews | 1 epizód                              |
| 2010–2013 | Király páros                | Pair of Kings                            | Rebecca Dawson | 6 epizód magyar hangja Dögei Éva      |
| 2009–2011 |                             | Meet the Browns                          | Brianna Ortiz  | főszereplő                            |
| 2005–2006 |                             | Ned’s Declassified School Survival Guide | Vanessa        | 5 epizód                              |
| 2004–2005 | Mindig nyár                 | Summerland                               | Carrie         | 4 epizód                              |